# Batalha de Nuremberg
A chamada Batalha de Nuremberg foi como ficou conhecida uma partida de futebol, ocorrida no dia 25 de junho, válida pelas oitavas de final da Copa do Mundo da Alemanha de 2006. O jogo entrou para a história por ter sido o embate mais violento da história das Copas do Mundo. Ela bateu o recorde de cartões distribuídos, tanto em amarelos, como em vermelhos. Ao todo, foram distribuídos 16 cartões amarelos e 4 vermelhos pelo árbitro russo Valentin Ivanov.
| “ | "Foi um jogo intenso, disputado, dificil. Um jogo típico de Libertadores, que é uma guerra." | ” |

## A Partida
| “ | "Isso não é jogo para uma Copa e espero que não ocorra de novo. Não gostamos de como o jogo foi jogado. O futebol quase não esteve presente. Temos de levar em conta que foi um jogo muito disputado, mas o árbitro não soube coibir os excessos e não houve futebol. | ” |

O jogo foi disputado palmo a palmo e até com violência. Trechos de uma matéria do UOL publicada depois da partida dão a noção exata da pancadaria.
“Cristiano Ronaldo precisou ser substituído por não aguentar a dor na coxa depois de uma entrada violenta de Khalid Boulahrouz." "Figo levou uma pancada no rosto e os jogadores quase partiram para a briga na sequência. O mesmo Figo, que deu uma cabeçada em um holandês." "Em outro momento, Sneijder empurrou Petit com força e novamente por pouco não começou a pancadaria."
Após a partida, a Fifa insinuou que o árbitro russo Valentin Ivanov não foi bem. Joseph Blatter afirmou que "o juiz mereceu um cartão amarelo por sua atuação e não esteve à altura da partida".

### As Expulsões
- O primeiro a ser expulso foi o português Costinha, após tocar com a mão na bola e receber o segundo amarelo.
- O segundo foi o holandês Boulahrouz, que já merecia o cartão vermelho. Ele colocou a mão na cara de Figo e também foi embora.
- O português Deco foi o terceiro expulso. Ele ficou com os ânimos exaltados após o time holandês recusar-se a praticar o fair-play e devolver a bola aos portugueses. Ele foi expulso por fazer cena.
- O último expulso foi Van Bronckhorst por uma falta dura já nos acréscimos do 2° tempo.

### Entradas Violentas
- Aos seis minutos, Boulahrouz dá uma sola na região pubiana de Cristiano Ronaldo. Maniche devolve pouco depois com rasteira em Van Bommel.
- Costinha leva amarelo ao dar carrinho duro em Cocu. Pouco depois, Nuno Valente dá uma voadora em Robben. O juiz marca pé alto do holandês.
- Figo deu uma cabeçada em Van Bronckhorst depois de um carrinho em Deco. Em seguida, Boulahrouz dá cotovelada em Figo e é expulso.
- Deco dá carrinho por trás em Heitinga. Petit implica com o holandês caído e Sneijder vai agredi-lo.
- Deco reclama do juiz, é derrubado por Cocu, que queria a bola. O português acaba expulso.
- Perto do fim, Simão deixa o pé no rosto de Van der Sar, e depois Van Bronckhorst dá rasteira em Tiago.

### Ficha Técnica da Partida
| 25 de junho | Portugal    | 1 – 0     | Países Baixos | Frankenstadion, Nuremberg                    |
| 21:00       | Maniche 23' | Relatório |               | Público: 41 000 Árbitro: RUS Valentin Ivanov |

| Portugal | Países Baixos |

| GK                  | 1  | Ricardo 76'           |
| RB                  | 13 | Miguel                |
| CB                  | 5  | Fernando Meira        |
| CB                  | 16 | Ricardo Carvalho      |
| LB                  | 14 | Nuno Valente 76'      |
| CM                  | 6  | Costinha 31', 45+1'   |
| CM                  | 18 | Maniche 20'           |
| RW                  | 7  | Luís Figo 60' 84'     |
| AM                  | 20 | Deco 73', 78'         |
| LW                  | 17 | Cristiano Ronaldo 34' |
| CF                  | 9  | Pauleta 46'           |
| Substitutos:        |    |                       |
| GK                  | 12 | Quim                  |
| GK                  | 22 | Paulo Santos          |
| DF                  | 2  | Paulo Ferreira        |
| DF                  | 3  | Caneira               |
| DF                  | 4  | Ricardo Costa         |
| MF                  | 8  | Petit 50' 46'         |
| MF                  | 10 | Hugo Viana            |
| MF                  | 11 | Simão 34'             |
| FW                  | 15 | Luís Boa Morte        |
| MF                  | 19 | Tiago 84'             |
| FW                  | 21 | Nuno Gomes            |
| FW                  | 23 | Hélder Postiga        |
| Técnico:            |    |                       |
| Luiz Felipe Scolari |    |                       |

| GK               | 1  | Edwin van der Sar                   |
| RB               | 3  | Khalid Boulahrouz 7', 63'           |
| CB               | 13 | André Ooijer                        |
| CB               | 4  | Joris Mathijsen 56'                 |
| LB               | 5  | Giovanni van Bronckhorst 59', 90+5' |
| RM               | 18 | Mark van Bommel 2' 67'              |
| CM               | 20 | Wesley Sneijder 73'                 |
| LM               | 8  | Phillip Cocu 84'                    |
| RW               | 17 | Robin van Persie                    |
| CF               | 7  | Dirk Kuyt                           |
| LW               | 11 | Arjen Robben                        |
| Substitutos:     |    |                                     |
| GK               | 22 | Henk Timmer                         |
| GK               | 23 | Maarten Stekelenburg                |
| DF               | 2  | Kew Jaliens                         |
| MF               | 6  | Denny Landzaat                      |
| FW               | 9  | Ruud van Nistelrooy                 |
| MF               | 10 | Rafael van der Vaart 74' 56'        |
| DF               | 12 | Jan Kromkamp                        |
| DF               | 14 | John Heitinga 67'                   |
| DF               | 15 | Tim de Cler                         |
| MF               | 16 | Hedwiges Maduro                     |
| FW               | 19 | Jan Vennegoor of Hesselink 84'      |
| FW               | 21 | Ryan Babel                          |
| Técnico:         |    |                                     |
| Marco van Basten |    |                                     |

| Homem do Jogo (O Melhor da Partida): Maniche Assistentes: Nikolay Golublev Evgeni Volnin 4o árbitro: Marco Rodríguez 5o árbitro: José Luis Camargo \| Portugal \| Estatísticas \| Países Baixos \| \| -------- \| -------------------- \| ------------- \| \| 10 \| Faltas Cometidas \| 15 \| \| 20 \| Faltas Cometidas[7] \| 10 \| \| 5 \| Finalizações Certas \| 7 \| \| 5 \| Finalizações Erradas \| 16 \| \| 7 \| Dribles \| 17 \| \| 3 \| Roubadas de Bola \| 2 \| \| 3 \| Escanteios a Favor \| 5 \| - Fonte: Datafolha - Jogo mais indisciplinado da história das Copas, com 20 cartões. - Jogo com mais cartões amarelos da história das Copas, com 16 cartões (empatado com Alemanha 2x0 Camarões na Copa-2002). - Jogo com mais cartões vermelhos da história das Copas, com 4 cartões 1. 2. 3. 4. 5. 6. 7. 8. - globo.com/ Vídeo dos 16 cartões (12 amarelos e 4 vermelhos) da partida - br.yahoo.com/ As 10 partidas mais violentas das Copas |                      |               |
| Portugal | Estatísticas         | Países Baixos |
| 10 | Faltas Cometidas     | 15            |
| 20 | Faltas Cometidas     | 10            |
| 5 | Finalizações Certas  | 7             |
| 5 | Finalizações Erradas | 16            |
| 7 | Dribles              | 17            |
| 3 | Roubadas de Bola     | 2             |
| 3 | Escanteios a Favor   | 5             |